# Штакельберг, Николай Иванович
Барон Николай Иванович Штакельберг (1870—1956) — герой Первой мировой войны, участник Гражданской войны в России.

## Биография
Родился 3 октября 1870 года. Образование получил в 3-й Санкт-Петербургской гимназии (1889) и Санкт-Петербургском пехотном юнкерском училище, из которого выпущен 1 февраля 1892 года в 40-й пехотный Колыванский полк.
1 февраля 1894 года переведён в лейб-гвардии Кексгольмский полк. 1 февраля 1898 года произведён в подпоручики, 1 февраля 1902 года — в поручики, 1 февраля 1902 года в штабс-капитаны и 1 февраля 1906 года в капитаны. В 1911 году награждён орденом св. Станислава 2-й степени и в 1912 году — орденом св. Анны 2-й степени.
6 декабря 1913 года Штакельберг, после окончания Офицерской стрелковой школы, получил чин полковника и был назначен в Кексгольмском полку командиром батальона. Находясь на этой должности он встретил начало Первой мировой войны. В 1915 году получил в командование 80-й пехотный Кабардинский полк, а с 17 мая 1916 года он командовал Кексгольмским полком. 6 декабря 1916 года был произведён в генерал-майоры и 12 июня 1917 года был награждён орденом св. Георгия 4-й степени
За прорыв австрийского фронта у деревни Трыстень 15-го июля 1916 года.
После Февральской революции Штакельберг командовал Гвардейской стрелковой дивизией.
Во время Гражданской войны служил в Вооружённых силах Юга России, с 12 января 1919 года состоял в резерве чинов при штабе Главнокомандующего. В начале июля 1919 года Штакельберг был назначен командиром Сводно-гвардейского полка а с 12 июля командовал сформированной им на базе полка Сводной гвардейской бригадой, во главе которой в конце месяца отбил у красных Константиноград и, осуществив прорыв фронта, пошёл к Полтаве. После того как в октябре бригада была развёрнута в Сводно-гвардейскую дивизию, Штакельберг в непрерывных боях дошёл до Киева, однако после того как эта дивизия была разбита на Днепре, он в составе войсковой группы генерала Бредова в феврале отошёл в Польшу, где был интернирован.
После шестимесячного пребывания в Перемышле, Штакельберг с остатками своей части прошёл в Румынию, откуда был морем перевезён в Феодосию и поступил в распоряжение генерала Врангеля.
Эвакуировался из Крыма в Турцию и с 1921 года проживал в Польше в своём имении. После Второй мировой войны эмигрировал в Австралию. В эмиграции был почётным председателем объединения офицеров лейб-гвардии Кексгольмского полка.
Скончался в Мельбурне 20 марта 1956 года.